# ثلاث عصور
ثلاث عصور (بالإنجليزية:Three Ages) فيلم كوميدي أمريكي صامت انتج في سنة 1923 بطولة الممثل الكوميدي الأمريكي باستر كيتون ووالاس بيري، وهو أول فيلم روائي طويل يقوم بتأليفه وإخراجه وإنتاجه وبطولته باستر كيتون، الفيلم يتكون من ثلاثة أفلام قصيرة عن ثلاثة فترات تاريخية منفصلة، الفيلم يسخر أيضًا من فيلم Intolerance الذي أخرجه دي دبليو جريفيث في سنة 1916، الفيلم ينقسم إلى ثلاثة أفلام قصيرة كل فيلم يغطي رحلة البطل مع الحب والرومانسية في ثلاثة عصور، العصر الحجري وروما القديمة والعصر الحديث.

## طاقم التمثيل
- باستر كيتون
- والاس بيري
- مارجريت ليهي
- ليليان لورانس
- جو روبرتس

## وصلات خارجية
- ثلاث عصور على موقع IMDb (الإنجليزية)
- ثلاث عصور على موقع روتن توميتوز (الإنجليزية)
- ثلاث عصور على موقع نتفليكس (الإنجليزية)
- ثلاث عصور على موقع ألو سيني (الفرنسية)
- ثلاث عصور على موقع أول موفي (الإنجليزية)
- ثلاث عصور على موقع فيلمافينيتي (الإسبانية)
- ثلاث عصور على موقع قاعدة بيانات الأفلام السويدية (السويدية)
- ثلاث عصور على موقع قاعدة بيانات الفيلم (الإنجليزية)
- ثلاث عصور على موقع ليتربوكسد (الإنجليزية)
- ثلاث عصور على موقع كينوبويسك (الروسية)
- الفيلم متوفر للتحميل المجاني على أرشيف الإنترنت
- Lantern slide at silenthollywood.com